# Universidade Federal de Alagoas
A Universidade Federal de Alagoas (Ufal) é uma instituição federal de ensino superior, com sede em Maceió, capital do estado de Alagoas.
Tem por sede principal o Campus Aristóteles Calazans Simões (A. C. Simões), possuindo também dois campi no interior do estado: Campus Arapiraca e Campus Sertão.
A universidade possui aproximadamente 26 mil alunos, que estão matriculados nos 114 cursos de graduação disponíveis, cursos estes que estão distribuídos em 22 Unidades Acadêmicas pelos campi da capital, de Arapiraca e do Sertão. Na pós-graduação, há 52 cursos disponíveis: 13 na modalidade de especialização, 30 cursos de mestrado e 9 de doutorados. Ao total, a pós-graduação possui 2.312 alunos. É importante também adicionar o fato de que a universidade possui 4.000 alunos que estão cursando a graduação no formato de ensino à distância (EaD).

## Histórico

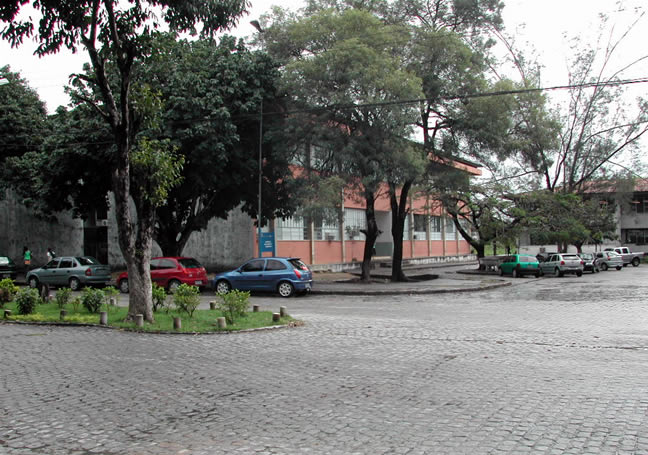
Instituto de Geografia, Desenvolvimento e Meio Ambiente (IGDema), Campus A.C. Simões

A Ufal foi oficialmente criada em 25 de janeiro de 1961, por meio da Lei Nº 3.867, aprovada no governo do então presidente Juscelino Kubitschek. Essa decisão reuniu as várias faculdades do estado (Direito, Medicina, Filosofia, Economia, Engenharia e Odontologia) sob uma única instituição.
Em 29 de dezembro de 2003, por meio da portaria nº 4.067 do Ministério da Educação (MEC), foi aprovado o novo Estatuto da Ufal, estatuto esse que estabeleceu critérios regulamentando a transformação de um Centro ou Departamento para uma Unidade Acadêmica.
Em janeiro de 2006, o novo Regimento Geral da Universidade foi homologado pela Resolução Nº1/2006 Consuni/Cepe.
Também em 2006, foi criado o Campus Arapiraca, na região do agreste alagoano, tendo unidades em Arapiraca (sede), Palmeira dos Índios, Penedo e Viçosa. Quatro anos depois, em 2010, o Campus do Sertão foi inaugurado, possuindo unidades em Delmiro Gouveia (sede) e Santana do Ipanema. Ambos os campi foram criados por conta do plano de expansão das instituições públicas de ensino superior, promovido pelo Governo Federal, chamado "Expansão com Interiorização".[carece de fontes?]

### Missão
"A UFAL tem por missão produzir, multiplicar e recriar o saber coletivo em todas as áreas do conhecimento de forma comprometida com a ética, a justiça social, o desenvolvimento humano e o bem comum.
Seu objetivo é tornar-se referência nacional nas atividades de ensino, pesquisa e extensão, firmando-se como suporte de excelência para as demandas da sociedade."— Apresentação oficial da Universidade https://ufal.br/ufal/institucional/apresentacao

## Estrutura administrativa e Unidades acadêmicas
| Estrutura administrativa - Reitoria: Josealdo Tonholo - Vice-Reitoria: Eliane Cavalcante - ASCOM - Assessoria de Comunicação - Conselhos COC - Coordenadoria dos Órgãos Colegiados CONSUNI - Conselho Universitário CEPE - Conselho de Ensino, Pesquisa e Extensão CURA - Conselho de Curadores - Pró-Reitorias PROGINST - Pró-Reitoria de Planejamento e Gestão Institucional PROPEP - Pró-Reitoria de Pós-Graduação e Pesquisa PROEST - Pró-Reitoria Estudantil PROGRAD - Pró-Reitoria de Graduação PROGEP - Pró-Reitoria de Gestão de Pessoas e do Trabalho PROEX - Pró-Reitoria de Extensão - AG - Auditoria-Geral - PG - Procuradoria Geral - CPPTA - Comissão Permanente de Pessoal Técnico Administrativo - CPPD - Comissão Permanente de Pessoal Docente - DRH - Departamento de Recursos Humanos - DCF - Departamento de Contabilidade e Finanças - SINFRA - Superintendência de Infra-estrutura - DRCA - Departamento de Registro e Controle Acadêmico - PU - Prefeitura Universitária - Núcleos Temáticos NPD - Núcleo de Processamento de Dados NDI - Núcleo de Desenvolvimento Infantil NEAB - Núcleo de Estudos Afro-Brasileiros NEPEAL - Núcleo de Estudos, Pesquisa, Extensão sobre Alfabetização NEDER - Núcleo de Extensão e Desenvolvimento Regional NIES - Núcleo de Informática no Ensino Superior NUSP - Núcleo de Saúde Pública NPT - Núcleo de Pesquisas Tecnológicas - BC - Biblioteca Central - BIOCEN - Biotério Central - Editora Universitária - Hospital Universitário - LABMAR - Laboratórios Integrados de Ciências do Mar e Naturais - MHN - Museu de História Natural - MTB - Museu de Antropologia e Folclore Théo Brandão - Usina Ciência | Unidades acadêmicas - CECA - Centro de Ciências Agrárias - CEDU - Centro de Educação - CTEC - Centro de Tecnologia - EENF - Escola de Enfermagem - FALE - Faculdade de Letras - FAMED - Faculdade de Medicina - FANUT - Faculdade de Nutrição - FAU - Faculdade de Arquitetura e Urbanismo - FDA - Faculdade de Direito de Alagoas - FEAC - Faculdade de Economia, Administração e Contabilidade - FOUFAL - Faculdade de Odontologia - FSSO - Faculdade de Serviço Social - IC - Instituto de Computação - ICAT - Instituto de Ciências Atmosféricas - ICBS - Instituto de Ciências Biológicas e da Saúde - ICF - Instituto de Ciências Farmacêuticas - ICHCA - Instituto das Ciências Humanas, Comunicação e Artes - ICS - Instituto de Ciências Sociais da Universidade Federal de Alagoas - IEFE - Instituto de Educação Física e Esporte - IF - Instituto de Física - IGDema - Instituto de Geografia, Desenvolvimento e Meio Ambiente - IM - Instituto de Matemática - IP - Instituto de Psicologia - IQB - Instituto de Química e Biotecnologia |

## Ensino
No ecossistema da Universidade, há por volta de 35 mil alunos matriculados nos 114 cursos de graduação, distribuídos em 22 Unidades Acadêmicas, na capital, e nos campi de Arapiraca e do Sertão. Além de 1800 docentes e 1890 técnicos.

### Graduação a distância
Em 2006, a Ufal aderiu ao Programa Universidade Aberta do Brasil, oferecendo o curso de Administração na modalidade a distância.[carece de fontes?]
Em 2007, passaram a ser ofertados mais três cursos: bacharelado em Sistemas de Informação (BSI), licenciatura em Física e Pedagogia. Esse último curso configurou-se como um marco importante para a Universidade, já que ela foi a primeira instituição de ensino superior do Nordeste credenciada pelo Ministério da Educação (MEC) a oferecer um curso de pedagogia nessa modalidade.[carece de fontes?]

### Iniciação científica
A UFAL oferta bolsas de iniciação científica por meio Programa Institucional de Bolsas de Iniciação Científica (PIBIC/CNPq) e o Programa de Ensino e Treinamento (PET) com o objetivo estimular alunos de graduação para a pesquisa científica e a carreira acadêmica.

### Cursos de graduação

#### Campus A.C. Simões (Maceió)
O campus A. C. Simões possui a maior quantidade de cursos de graduação de toda a Universidade, dispostos abaixo por área e instituto de oferta. 
| Área de conhecimento        | Instituto                                                        | Curso                             | Formação     |
| --------------------------- | ---------------------------------------------------------------- | --------------------------------- | ------------ |
| Ciências Agrárias           | Centro de Ciências Agrárias (CECA)                               | Agroecologia                      | Bacharelado  |
| Ciências Agrárias           | Centro de Ciências Agrárias (CECA)                               | Agronomia                         | Bacharelado  |
| Ciências Agrárias           | Centro de Ciências Agrárias (CECA)                               | Engenharia de Agrimensura         | Bacharelado  |
| Ciências Agrárias           | Centro de Ciências Agrárias (CECA)                               | Engenharia de Energias Renováveis | Bacharelado  |
| Ciências Agrárias           | Centro de Ciências Agrárias (CECA)                               | Engenharia florestal              | Bacharelado  |
| Ciências Agrárias           | Centro de Ciências Agrárias (CECA)                               | Zootecnia                         | Bacharelado  |
| Ciências Exatas e da Terra  | Instituto de Ciências Atmosféricas (ICAT)                        | Meteorologia                      | Bacharelado  |
| Ciências Exatas e da Terra  | Instituto de Computação (IC)                                     | Ciência da Computação             | Bacharelado  |
| Ciências Exatas e da Terra  | Instituto de Computação (IC)                                     | Sistemas de Informação            | Bacharelado  |
| Ciências Exatas e da Terra  | Instituto de Física (IF)                                         | Física                            | Bacharelado  |
| Ciências Exatas e da Terra  | Instituto de Física (IF)                                         | Física                            | Licenciatura |
| Ciências Exatas e da Terra  | Instituto de Geografia, Desenvolvimento e Meio Ambiente (IGDEMA) | Geografia                         | Bacharelado  |
| Ciências Exatas e da Terra  | Instituto de Geografia, Desenvolvimento e Meio Ambiente (IGDEMA) | Geografia                         | Licenciatura |
| Ciências Exatas e da Terra  | Instituto de Matemática (IM)                                     | Matemática                        | Bacharelado  |
| Ciências Exatas e da Terra  | Instituto de Matemática (IM)                                     | Matemática                        | Licenciatura |
| Ciências Exatas e da Terra  | Instituto de Química e Biotecnologia (IQB)                       | Química                           | Bacharelado  |
| Ciências Exatas e da Terra  | Instituto de Química e Biotecnologia (IQB)                       | Química                           | Licenciatura |
| Ciências Exatas e da Terra  | Instituto de Química e Biotecnologia (IQB)                       | Química Tecnológica e Industrial  | Bacharelado  |
| Ciências Humanas            | Centro de Educação (CEDU)                                        | Pedagogia                         | Bacharelado  |
| Ciências Humanas            | Instituto de Ciências Humanas, Comunicação e Artes (ICHCA)       | Filosofia                         | Bacharelado  |
| Ciências Humanas            | Instituto de Ciências Humanas, Comunicação e Artes (ICHCA)       | História                          | Bacharelado  |
| Ciências Humanas            | Instituto de Ciências Sociais (ICS)                              | Ciências Sociais                  | Bacharelado  |
| Ciências Humanas            | Instituto de Ciências Sociais (ICS)                              | Ciências Sociais                  | Licenciatura |
| Ciências Humanas            | Instituto de Psicologia (IP)                                     | Psicologia                        | Bacharelado  |
| Ciências Biológicas         | Instituto de Ciências Biológicas e da Saúde (ICBS)               | Ciências Biológicas               | Bacharelado  |
| Ciências Biológicas         | Instituto de Ciências Biológicas e da Saúde (ICBS)               | Ciências Biológicas               | Licenciatura |
| Ciências da Saúde           | Escola de Enfermagem e Farmácia (EENF)                           | Enfermagem                        | Bacharelado  |
| Ciências da Saúde           | Faculdade de Medicina (FAMED)                                    | Medicina                          | Bacharelado  |
| Ciências da Saúde           | Faculdade de Nutrição (FANUT)                                    | Nutrição                          | Bacharelado  |
| Ciências da Saúde           | Faculdade de Odontologia (FOUFAL)                                | Odontologia                       | Bacharelado  |
| Ciências da Saúde           | Instituto de Ciências Farmacêuticas (ICF)                        | Farmácia                          | Bacharelado  |
| Ciências da Saúde           | Instituto de Educação Física e Esporte (IEFE)                    | Educação Física                   | Bacharelado  |
| Ciências da Saúde           | Instituto de Educação Física e Esporte (IEFE)                    | Educação Física                   | Licenciatura |
| Engenharias                 | Instituto de Computação (IC)                                     | Engenharia de Computação          | Bacharelado  |
| Engenharias                 | Centro de Tecnologia (CTEC)                                      | Engenharia Ambiental              | Bacharelado  |
| Engenharias                 | Centro de Tecnologia (CTEC)                                      | Engenharia Civil                  | Bacharelado  |
| Engenharias                 | Centro de Tecnologia (CTEC)                                      | Engenharia de Petróleo            | Bacharelado  |
| Engenharias                 | Centro de Tecnologia (CTEC)                                      | Engenharia Química                | Bacharelado  |
| Ciências Sociais Aplicadas  | Faculdade de Arquitetura e Urbanismo (FAU)                       | Arquitetura e Urbanismo           | Bacharelado  |
| Ciências Sociais Aplicadas  | Faculdade de Arquitetura e Urbanismo (FAU)                       | Design                            | Bacharelado  |
| Ciências Sociais Aplicadas  | Faculdade de Direito de Alagoas (FDA)                            | Direito                           | Bacharelado  |
| Ciências Sociais Aplicadas  | Faculdade de Economia, Administração e Contabilidade (FEAC)      | Economia                          | Bacharelado  |
| Ciências Sociais Aplicadas  | Faculdade de Economia, Administração e Contabilidade (FEAC)      | Administração                     | Bacharelado  |
| Ciências Sociais Aplicadas  | Faculdade de Economia, Administração e Contabilidade (FEAC)      | Contabilidade                     | Bacharelado  |
| Ciências Sociais Aplicadas  | Faculdade de Serviço Social (FSS)                                | Serviço Social                    | Bacharelado  |
| Ciências Sociais Aplicadas  | Instituto de Ciências Humanas, Comunicação e Artes (ICHCA)       | Biblioteconomia                   | Bacharelado  |
| Ciências Sociais Aplicadas  | Instituto de Ciências Humanas, Comunicação e Artes (ICHCA)       | Jornalismo                        | Bacharelado  |
| Ciências Sociais Aplicadas  | Instituto de Ciências Humanas, Comunicação e Artes (ICHCA)       | Relações Públicas                 | Bacharelado  |
| Linguística, Letras e Artes | Faculdade de Letras (FALE)                                       | Letras (Espanhol)                 | Licenciatura |
| Linguística, Letras e Artes | Faculdade de Letras (FALE)                                       | Letras (Francês)                  | Licenciatura |
| Linguística, Letras e Artes | Faculdade de Letras (FALE)                                       | Letras (Inglês)                   | Licenciatura |
| Linguística, Letras e Artes | Faculdade de Letras (FALE)                                       | Letras (LIBRAS)                   | Licenciatura |
| Linguística, Letras e Artes | Faculdade de Letras (FALE)                                       | Letras (Português)                | Licenciatura |
| Linguística, Letras e Artes | Instituto de Ciências Humanas, Comunicação e Artes (ICHCA)       | Música                            | Bacharelado  |
| Linguística, Letras e Artes | Instituto de Ciências Humanas, Comunicação e Artes (ICHCA)       | Teatro                            | Bacharelado  |

#### Campus Arapiraca
O campus Arapiraca oferta menos cursos que a sede, porém ainda há uma certa diversidade de áreas.
| Ciências Biológicas e da Saúde Arapiraca - Licenciatura em Ciências Biológicas - Licenciatura em Educação Física - Bacharelado em Enfermagem - Bacharelado em Medicina Ciências Agrárias Arapiraca - Agronomia - Zootecnia Viçosa - Medicina Veterinária1 | Ciências Exatas e da Terra Arapiraca - Bacharelado em Ciência da Computação - Licenciatura em Física - Licenciatura em Matemática - Licenciatura em Química Penedo - Bacharelado em Engenharia de Pesca | Ciências Humanas e Sociais Arapiraca - Bacharelado emAdministração - Bacharelado em Arquitetura e Urbanismo - Bacharelado em Administração Pública - Licenciatura em Letras - Licenciatura em Pedagogia Palmeira dos Índios - Serviço Social - Psicologia Penedo - Turismologia |

#### Campus Sertão
Por fim, o campus Sertão, o mais recente de todos e o de menor variedade de cursos.
| Ciências Exatas e da Terra Delmiro Gouveia - Bacharelado em Engenharia Civil - Bacharelado em Engenharia de Produção | Ciências Humanas e Sociais Delmiro Gouveia - Licenciatura em História - Licenciatura em Letras - Licenciatura em Pedagogia Santana do Ipanema - Bacharelado em Ciências Contábeis - Bacharelado em Ciências Econômicas - Licenciatura em Geografia |

### Pós-graduação
Na modalidade de pós-graduação, são 13 cursos de especialização, 35 de mestrados e 12 de doutorados, que contam com 3.312 alunos. 
O mestrado em Medicina Veterinária foi aprovado pela CAPES em 2015.2
Situado na terra natal de Pontes de Miranda, o programa de pós graduação em Direito da UFAL se destaca na pesquisa jurídica regional ao integrar a Rede Norte Nordeste de Pesquisa em Direito.

## Periódicos científicos
A UFAL editora os seguintes periódicos científicos:
- Revista Contexto Geográfico;
- Revista Crítica Histórica;
- RMD-UFAL;
- Revista Ciência Agrícola;
- Revista Economia Política do Desenvolvimento;
- Ciência da Informação em Revista;
- Latitude[19];
- Revista Debates em Educação.